# Parco naturale del vulcano Bulusan
Il parco naturale del vulcano Bulusan è un'area naturale protetta situata nella regione di Bicol, provincia di Sorsogon, nell'estremità meridionale della grande isola di Luzon nella parte centrale dell'arcipelago delle Filippine e creata nel 2000 dall'allora presidente delle Filippine Joseph Estrada.

## Territorio
L'area protetta si estende per circa 36 chilometri quadrati intorno al vulcano Bulusan nei territori delle municipalità di Hermosa, Orani, Samal, Abucay, Balanga, Pilar, Bagac e di Morong nella Provincia di Bataan e nella municipalità di Subic nella Provincia di Zambales.
Il parco si trova vicino a una piccola città chiamata Bulusan, situata lungo la costa orientale di Sorsogon; da qui, il terreno sale ripido al vulcano attraverso una foresta rigogliosa. La strada che porta al parco è un tranquillo viottolo di campagna che costeggia il confine meridionale dell'area protetta, collegando la città di Bulusan al maggiore centro della zona, Irosin. La maggiore elevazione del parco corrisponde proprio al cratere del monte Bulusan (1559 m); fra gli altri picchi, ricordiamo il monte Jormajam e lo Sharp Peak. La zona è impreziosita da tre laghi: il più piccolo è il lago Blackbird, attiguo al cratere attivo; il lago Aguingay si annida nella valle disegnata dal monte Bulusan e dallo Sharp Peak; il più basso (a quota 600 m) e più accessibile è il lago Bulusan. Quest'ultimo, un bacino di 16 ettari, è anche il più vasto e il principale punto d'accesso al parco, collegato alla strada Irosin-Bulusan da una pista asfaltata. Numerosi villaggi sorgono lungo il margine del parco, che all'interno è invece praticamente disabitato. La zona del Bulusan non accoglie nessuna minoranza culturale filippina. Vicino ai villaggi si trovano diverse sorgenti, come quelle calde di Masacrot, a sud del parco, e quelle calde e fredde di Mateo, a ovest.

## Flora
Pur essendo un parco relativamente piccolo, che ha subito alcuni interventi di taglio del bosco e di conversione agricola, resta prevalentemente forestato per circa 2650 ettari. Gran parte del territorio non boschivo è costituito da distese prative, concentrate sui versanti altomontani del Bulusan, dove le rocce vulcaniche, il suolo povero e le occasionali eruzioni impediscono lo sviluppo della vegetazione arborea.
Una delle foreste più belle, ricca di dipterocarpacee, cresce attorno al lago Bulusan, ma questo tipo di foresta si sviluppa anche sui rilievi meno accessibili del parco. Alcuni tratti sopra i 1000 m del monte Bulusan e dello Sharp Peak sono invasi dalla foresta umida.

## Fauna
Gran parte della fauna del parco è concentrata nel circondario del lago Bulusan. Sono state identificate 67 specie di uccelli, di cui 33 endemiche delle Filippine e 5 esclusive di Luzon (o Luzon e le isole adiacenti), e precisamente la colomba pugnalata di Luzon, il bucero di Luzon, il malcoha dai sopraccigli e il malcoha squamoso, la coracina nera delle Filippine. Sono 11 i mammiferi identificati fino a oggi e includono 4 volpi volanti, un ratto delle cortecce (Phloeomys cumingi) in via di estinzione e il sambar di Luzon.
La foresta attorno al lago Bulusan sembra particolarmente ricca di rettili e moltissime lucertole sfrecciano sui sentieri di visita. Gli studi condotti finora hanno permesso di identificarne 12 specie.